# Mario Scaglia
(Mario Scaglia, A-a vegia çiminea, 1975)
Mario Scaglia, detto Claodin do Giabbe (Savona, 19 marzo 1931 – Savona, 27 luglio 2006), è stato uno scrittore e poeta italiano.
Savonese ed appassionato di tradizioni locali, è stato autore di scritti in lingua ligure di cultura popolare. A partire dagli anni Settanta incentivò attraverso le emittenti radio libere locali l'interesse per la sua lingua e creò attorno alla sua figura ed alla trasmissione radiofonica un punto di riferimento degli autori in lingua locale della provincia. «A-a compagnia chi nabbe nabbe, o ve salüa o Claodin do Giabbe» era il motto diventato celebre che annunciava l'inizio del programma, dai microfoni prima di Radio Savona Sound poi di Radio Riviera Music, durante il quale veniva dato spazio a prosa, poesia, musica e voci della cultura provinciale savonese e ligure. Grazie alla fama ottenuta attraverso le radio ha potuto realizzare diverse opere ed attività negli anni a cavallo tra il 1976 ed il 1990.
Oltre ai già citati quotidiani impegni radiofonici, negli anni '80 e '90 si contano diverse iniziative da lui firmate: la pubblicazione di opere letterarie, la firma di articoli sulle pagine del quotidiano Il Secolo XIX, l'organizzazione di eventi artistici, di musica, poesia e prosa nei teatri locali e la partecipazione a manifestazioni provinciali e regionali.

## Principali opere
- "A-a cansun da nostra taera", 1978, insieme a Giuseppe Lagasio (Pino De L'Angin)
- "Chi passa ancun pè 'sti carruggi?", antologico, 1982
- "Aödö de bön... pröfûmmö de regordi", 1986, su fsweb.interfree.it.

Sono inoltre da menzionare:
- i "lunâi" e gli "armanacchi" ("Armanaccö de ca' nostra") pubblicati con cadenza annuale dal 1978 al 1988
- le "Antologie", contenenti scritti di autori savonesi contemporanei
- "A mae taera... O mae mâ" album pubblicato su MC nel 1982 grazie alla collaborazione con il musicista Ivano Nicolini

Mario Scaglia ha svolto tutta la sua attività in modo indipendente, secondo quella che era una vera e propria filosofia di vita. Per tale motivo la produzione, spesso realizzata unitamente ad altri poeti e scrittori suoi contemporanei, è da considerare rarità per chi ne è in possesso ed è irreperibile e conservata in poche copie dai familiari.